# Fonte Longa (Carrazeda de Ansiães)
Fonte Longa é uma povoação portuguesa sede da Freguesia de Fonte Longa do Município de Carrazeda de Ansiães, freguesia com 13,33 km² de área e 258 habitantes (censo de 2021), tendo, por isso, uma densidade populacional de 19,4 hab./km².

## Demografia
A população registada nos censos foi:
| Distribuição da População por Grupos Etários | Distribuição da População por Grupos Etários | Distribuição da População por Grupos Etários | Distribuição da População por Grupos Etários | Distribuição da População por Grupos Etários |
| -------------------------------------------- | -------------------------------------------- | -------------------------------------------- | -------------------------------------------- | -------------------------------------------- |
| Ano                                          | 0-14 Anos                                    | 15-24 Anos                                   | 25-64 Anos                                   | > 65 Anos                                    |
| 2001                                         | 28                                           | 42                                           | 142                                          | 143                                          |
| 2011                                         | 22                                           | 18                                           | 136                                          | 125                                          |
| 2021                                         | 22                                           | 10                                           | 116                                          | 110                                          |